# Economie di gamma
Con il termine economie di gamma s'intende il grado di beneficio in termine di riduzione di costi totali che l'azienda può ottenere se produce due determinati beni insieme anziché separatamente. Se il costo di produzione è indifferente in entrambi i casi si dice che le economie di gamma sono costanti, mentre se conviene produrli separatamente si dice che ci sono diseconomie di gamma o vi sono rendimenti di gamma decrescenti. Nei casi in cui conviene produrli insieme vi sono rendimenti di gamma crescenti.
Per calcolare se vi sono economie di gamma bisogna sottrarre al costo della produzione combinata quello della produzione separata dei 2 o più beni considerati. Se infatti il primo è maggiore del secondo avremo un risultato positivo, se è uguale nullo e se minore negativo.
Secondo un'altra corrente di pensiero[1] la gamma o economie di varietà si riferisce al numero ed alla varietà dei prodotti e servizi offerti da un'azienda, ed al numero ed alla varietà dei paesi e dei mercati da essi serviti; in questi termini, l'economia di gamma è quella che permette di sfruttare la sinergia tra i vari comparti aziendali per creare una forza di marketing che la rende visibile a livello globale, ponendosi quindi come un vantaggio competitivo.